# Che ho fatto io per meritare questo?
Che ho fatto io per meritare questo? (¿Qué he hecho yo para merecer esto?) è un film del 1984, scritto e diretto da Pedro Almodóvar.

## Trama
Gloria vive in un piccolo appartamento della periferia popolare di Madrid insieme al marito Antonio e ai due figli, Toni e Miguel. Antonio è un tassista scorbutico, ossessionato dal ricordo di una storia d'amore avuta anni prima con Ingrid, una cantante tedesca. Toni, quattordicenne, spaccia eroina, mentre il più piccolo, Miguel, si prostituisce. Insieme a loro, risiede anche la madre di Antonio, una signora eccentrica e spensierata.
La famiglia ha numerosi problemi economici. Lo stipendio del marito non è sufficiente. Per questo, Gloria trova lavoro come domestica. Miguel, frattanto, si trasferisce presso uno dei suoi clienti abituali, un dentista pederasta, al fine di poter, almeno, avere un tetto e un pasto caldo.
Gloria, a causa della sua vita nevrotica, diventa dipendente dalle anfetamine. Nonostante tutto, la donna riesce ad andare avanti anche grazie all'appoggio di due sue coinquiline, Juani e Cristal.
Un giorno, Antonio carica sul proprio taxi Lucas Villalba, uno scrittore fallito. Quest'ultimo sta ultimando un romanzo storico, ispirato alla vita di Adolf Hitler. Venuto a sapere che Antonio è un ottimo falsario (è in grado, infatti, di copiare qualsiasi calligrafia) l'autore gli propone una truffa: redigere alcune lettere false del Führer al fine di poter rendere più appetibile il suo scritto. Il tassista, tuttavia, rifiuta l'offerta. Per cercare di fargli cambiare idea, Lucas contatta Ingrid, la vecchia fiamma di Antonio.
Il piano di Villalba va però in fumo: la cantante, infatti, si suicida e, in seguito ad una furiosa lite, Gloria uccide accidentalmente suo marito. Cristal aiuta la donna, fornendole un alibi.
Dopo la morte di Antonio, l'appartamento piano piano si svuota. La madre del defunto decide, infatti, di tornare al proprio paese natìo insieme a Toni.
Gloria, rimasta sola, si affaccia dal balcone con intenzioni suicide, ma l'improvviso ritorno di Miguel le farà cambiare idea.

## Produzione
Il soggetto del film è ispirato ad un racconto di Roald Dahl.
Originariamente, Victoria Abril era stata contatta dal regista per il ruolo di Cristal. L'attrice ha rifiutato la parte, avendo già ricoperto tale figura in La muchacha de las bragas de oro.
Tutte il lungometraggio è ambientato a Madrid.

## Distribuzione
Uscito in Spagna il 25 ottobre del 1984, l'opera fu, successivamente, esportata all'estero, col titolo internazionale What Have I Done to Deserve This?.
In Italia è presente una versione home video edita da Raro Video.

## Riconoscimenti
- 1985 - Sant Jordi Awards
  - Miglior Film - Pedro Almodóvar
- 1985 - Fotogramas de Plata
  - Migliore Attrice Protagonista - Carmen Maura